# Alpinia oblonga
Alpinia oblonga är en enhjärtbladig växtart som först beskrevs av Elmer Drew Merrill, och fick sitt nu gällande namn av Ludwig Eduard Loesener. Alpinia oblonga ingår i släktet Alpinia och familjen Zingiberaceae.
Artens utbredningsområde är Filippinerna. Inga underarter finns listade i Catalogue of Life.